# Tenar
L'eminenza tenar o tenare è il rilievo carnoso posto alla base del pollice sulla faccia palmare della mano. La cute sovrastante questa regione è l'area che si viene a stimolare quando si tenta di suscitare un riflesso palmo-mentoniero. Il termine deriva dal greco: θέναρ (thenar), che significa "palmo della mano".

## Struttura
I seguenti muscoli costituiscono l'eminenza tenar (elencati in ordine, dal superficiale al più profondo):
- muscolo abduttore breve del pollice: la sua funzione è quella di abdurre il primo dito della mano (pollice). Questo muscolo è il più superficiale del gruppo tenar.
- muscolo flessore breve del pollice: con la funzione di flettere il pollice, 'arrotolandolo' sul palmo della mano. Si trova accanto all'abduttore, ed è suddiviso in capo superficiale e capo profondo.
- muscolo adduttore del pollice: è il muscolo tenare più mediale e più profondo. È il muscolo che, a partire da una posizione di abduzione del pollice, riporta il 1° dito vicino al palmo della mano. È un muscolo molto importante in tutte le azioni di prensione della mano.
- muscolo opponente del pollice: giace in profondità rispetto all'abduttore breve del pollice. Come suggerisce il nome, permette l'opposizione del pollice, in altre parole lo porta contro le altre dita. Questo è un movimento molto importante, poiché la maggior parte della destrezza manuale dell'essere umano deriva dalla possibilità di compiere questa azione.

## Innervazione
I muscoli opponente del pollice e abduttore breve del pollice sono normalmente innervati dal nervo mediano.
Secondo i testi classici di anatomia il flessore breve del pollice ha due capi, uno superficiale e uno profondo: il capo superficiale è innervato dal nervo mediano mentre il capo profondo è innervato dal nervo ulnare. Il muscolo adduttore del pollice è tipicamente innervato dal nervo ulnare.

## Varianti anatomiche
Esistono diverse varianti anatomiche. Tra le più comuni la cosiddetta anastomosi di Cannieu-Riche, che consiste in una comunicazione a livello della mano tra la branca profonda del nervo ulnare ed il nervo mediano: in questo caso diverse fibre dal ramo palmare profondo del nervo ulnare innervano il muscolo opponente del pollice e/o il muscolo abduttore breve del pollice. Il muscolo flessore breve del pollice presenta una grande variabilità di innervazione. Il capo superficiale è generalmente innervato dal nervo mediano mentre il capo profondo è generalmente innervato dal nervo ulnare, tuttavia, a causa della possibilità di interconnessione tra il nervo mediano e ulnare nella mano (anastomosi di Cannieu-Riche), il nervo mediano può essere l'unico ad innervare il muscolo flessore breve del pollice in una percentuale imprecisata di soggetti. Similmente ciò può avvenire per una innervazione dovuta al solo nervo ulnare così come ad un'innervazione mista (nervo mediano e ulnare). Le controversie che circondano l'innervazione di questo muscolo non sono state risolte né dalle dissezioni né dagli studi elettrofisiologici più recenti.

## Nella cultura di massa
Il tenar è anche conosciuto col soprannome di monte di Venere, termine diffusosi a livello popolare, e talvolta confuso con l'altro monte di Venere ovvero il monte del pube femminile.
Al monte di Venere della mano si fa riferimento nella chiromanzia: senza alcun possibile riferimento scientifico esso rappresenterebbe l’energia disponibile dell’individuo.